# Ademola Okulaja
Ademola Okulaja, född 10 juli 1975 i Lagos i Nigeria, död 16 maj 2022 i Berlin, var en nigeriansk-tysk basketspelare. Han flyttade som treåring till Tyskland. Därefter kom han genom sportens försorg till USA, där han spelade i North Carolina 1995–1999. Han återvände sedan till Tyskland.

## Professionell karriär
Okulaja spelade för ALBA Berlin (1999–2000) och RheinEnergie Köln (2005–2006) i Tyskland; CB Girona (2000–2001 och 2003–2004), FC Barcelona (2001–2002), Unicaja Malaga (2002–2003) och Pamesa Valencia (2004–2005) i Spanien och Benetton Treviso i Italien (2004).